# 알나흐다
알나흐다(아랍어: النهضة العربية)는 19세기 말부터 20세기 초까지 아랍 지역에서 발생한 문화 운동이다.